# Provincia di Huanca Sancos
La provincia di Huanca Sancos è una provincia del Perù, situata nella regione di Ayacucho.

## Geografia antropica

### Suddivisioni amministrative
È divisa in 4 distretti:
- Sancos
- Carapo
- Sacsamarca
- Santiago de Lucanamarca